# Oncorhynchus rhodurus
Oncorhynchus rhodurus es una especie de pez de la familia Salmonidae en el orden de los Salmoniformes.

## Morfología
Los machos pueden alcanzar 44,2 cm de longitud total y 1.250 g de peso.

## Reproducción
Es ovíparo y los huevos son enterrados en nidos desprotegidos.

## Hábitat
Vive en zonas de  aguas dulces, salobres y marinas  templadas.

## Distribución geográfica
Es  endémico del lago Biwa y ha sido introducido en los lagos Chuzenji y Ashinoko (Japón ).